# القناوية
قرية القناوية هي إحدى القرى التابعة لمركز قنا في محافظة قنا في جمهورية مصر العربية. حسب إحصاءات سنة 2006، بلغ إجمالي السكان في القناوية 10800 نسمة، منهم 5203 رجل و5597 امرأة.